# Alexander Michailowitsch Sujew

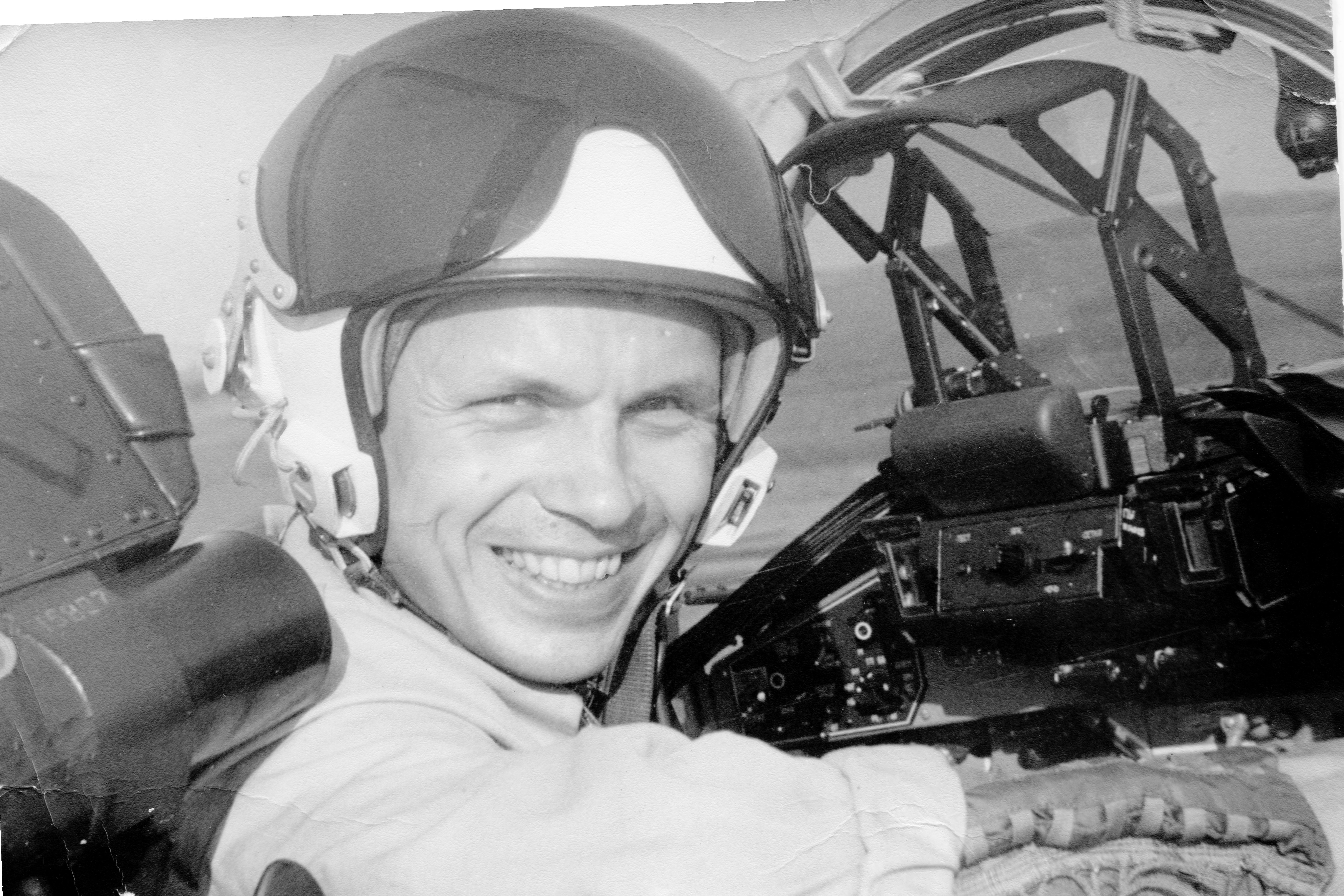
Alexander Sujew in einem Cockpit

Alexander Michailowitsch Sujew (russisch Александр Михайлович Зуев; * 17. Juli 1961 in der Sowjetunion; † 10. Juni 2001 im Whatcom County, Washington, USA) war ein sowjetischer Militärpilot und Deserteur.
Sujew war Hauptmann der sowjetischen Luftstreitkräfte mit Stationierungsort Senaki in Georgien. Am 20. Mai 1989 flüchtete er mit einer gestohlenen MiG-29 über das Schwarze Meer auf den türkischen Flughafen Trabzon, nachdem er seinen Kameraden einen mit Schlaftabletten versetzten Kuchen zu essen gegeben hatte. Die Türkei verweigerte den USA die gewünschte Untersuchung des Flugzeugs, das in die Sowjetunion zurückgeführt wurde.
Alexander Sujew erhielt Asyl in den USA, wo er im Juni 2001 zusammen mit einem zweiten Piloten beim Absturz einer Jakowlew Jak-52 im US-Bundesstaat Washington starb.